# Nactus nanus
Nactus nanus — вид геконоподібних ящірок родини геконових (Gekkonidae). Ендемік Папуа Нової Гвінеї. Описаний у 2020 році.

## Поширення і екологія
Nactus nanus відомі лише з типової місцевості на плантації Сіар поблизу Маданга в провінції Маданг на північному сході Нової Гвінеї.